# 塞里托 (巴拉圭)

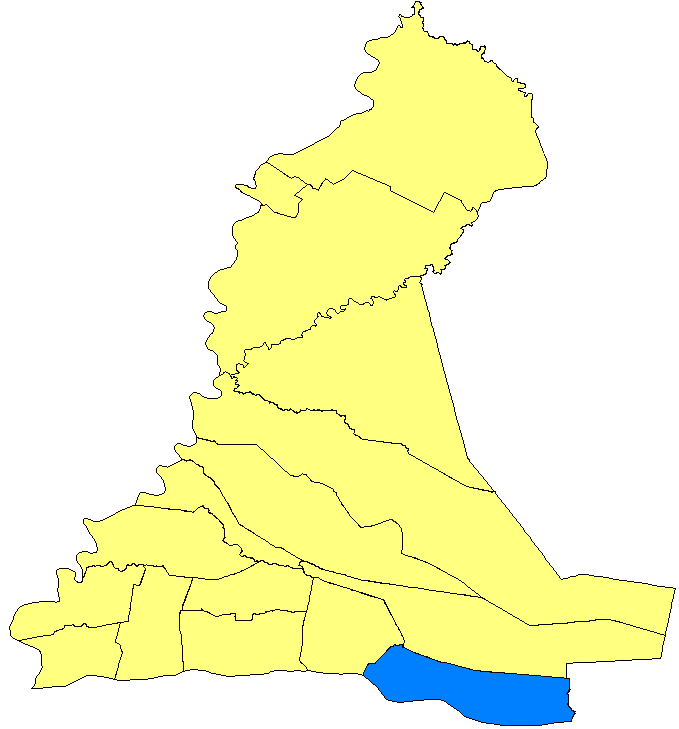

塞里托（西班牙語：Cerrito），是巴拉圭的城鎮，位於該國西南部，由涅恩布庫省負責管轄，距離亞松森478公里，始建於1939年5月4日，面積682平方公里，人口5,228，人口密度每平方公里7.6人。“塞里托”一名来源于西班牙语“山”（Cerro）的缩小词，因该地为涅恩布库省唯一海拔较高的地区。